# Чораниј де Сус (Прахова)
Чораниј де Сус (рум. Cioranii de Sus) насеље је у Румунији у округу Прахова у општини Чорани. Oпштина се налази на надморској висини од 77 m.

## Становништво
Према подацима из 2002. године у насељу је живело 2558 становника, од којих су сви румунске националности.